# Legge Casati
La legge Casati è la denominazione comune della legge 13 novembre 1859, n. 3725 del Regno di Sardegna, entrata in vigore nel 1861 ed estesa, con l'unificazione nazionale, a tutta Italia.
La legge, che prese il nome dal ministro della pubblica istruzione Gabrio Francesco Casati e che fece seguito alle leggi Bon Compagni del 1848 e Lanza del 1857, riformò in modo organico l'intero ordinamento scolastico, dall'amministrazione all'articolazione per ordini e gradi e alle materie di insegnamento, confermando la volontà dello Stato di intervenire in materia scolastica a fianco e in sostituzione della Chiesa cattolica che da secoli era l'unica ad occuparsi dell'istruzione, introducendo l'obbligo scolastico nel Regno.
La legge si ispirò al modello prussiano sia nell'impianto generale che nel sistema organizzativo fortemente gerarchizzato e centralizzato. Si propose, inoltre, di contemperare diversi principi: il riconoscimento dell'autorità paterna, l'intervento statale e l'iniziativa privata. A tal proposito, la legge sancì il ruolo normativo generale dello Stato e la gestione diretta delle scuole statali, così come la libertà dei privati di aprirne e gestirne di proprie, pur riservando alla scuola pubblica la possibilità di rilasciare diplomi e licenze.

## Storia
L'elaborazione della legge avvenne in un periodo storico che vedeva il Regno di Sardegna impegnato nelle vicende inerenti alla seconda guerra di indipendenza. Per questo motivo, la norma non fu discussa in Parlamento, ma, grazie ai poteri straordinari dallo stesso conferiti al Governo del Re, venne stesa interamente da una commissione di cui faceva parte Angelo Fava, esule veneto che, specie nell'ordinamento della scuola elementare, portò le esperienze introdotte da anni nel Regno Lombardo-Veneto.
Con l'Unità, la Destra storica, di fronte ai gravissimi problemi del nuovo Stato, scelse di mantenere la legge Casati, abbandonando l'idea di una nuova riforma scolastica. In seguito, furono apportate alcune modifiche alla legge che, tuttavia, rimase in vigore fino al 1923, quando intervenne la riforma Gentile.

## Contenuti della legge
La legge Casati era costituita da numerosi articoli ordinati in cinque titoli:
- il Titolo I "Dell'Ordinamento della Pubblica Istruzione" definiva l'organizzazione della scuola a livello centrale e locale, stabilendo le attribuzioni di ogni organo e istituendo a livello centrale il Consiglio superiore della pubblica istruzione;
- il Titolo II "Dell'Istruzione Superiore" dettava norme in materia di studi universitari e accademici;
- il Titolo III "Dell'Istruzione Secondaria Classica" istituiva e regolava il ginnasio e il liceo;
- il Titolo IV "Dell'Istruzione Tecnica" istituiva e regolava le scuole tecniche e gli istituti tecnici;
- il Titolo V "Dell'Istruzione Elementare" istituiva e regolava le scuole elementari.

### Sistema scolastico
La legge era ispirata ad una concezione dell'educazione essenzialmente elitaria, nella quale veniva dato ampio spazio all'istruzione secondaria e superiore (universitaria), ma scarso risalto a quella primaria (non a caso la legge iniziava con la disciplina dell'istruzione superiore e non, come sarebbe stato più logico, con quella dell'istruzione elementare). Tracciava inoltre una netta separazione tra la formazione tecnica, volta a formare la classe operaia specializzata, da quella classica, di stampo umanistico, volta a formare le classi dirigenti. D'altro canto, riconosceva una certa parità fra i due sessi riguardo alle esigenze dell'educazione.

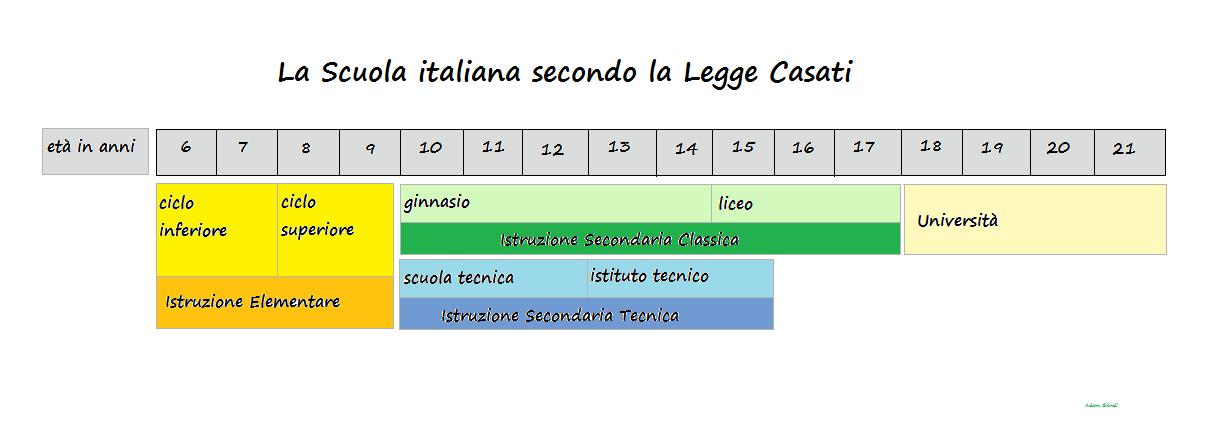
La scuola italiana secondo la legge Casati

L'istruzione elementare, a carico dei comuni, era articolata in due cicli: un ciclo inferiore biennale, obbligatorio e gratuito, istituito nei luoghi dove ci fossero almeno cinquanta alunni in età di frequenza, e un ciclo superiore, anch'esso biennale, presente solo nei comuni sede di istituti secondari o con popolazione superiore a 4 000 abitanti.
L'istruzione secondaria classica, l'unica che consentiva l'accesso a tutte le facoltà universitarie, era presente in ogni capoluogo di provincia ed era articolata nel ginnasio, di cinque anni, a carico dei comuni, seguito dal liceo, di tre anni, a carico dello Stato.
L'istruzione secondaria tecnica era invece articolata nella scuola tecnica, di tre anni, gratuita e a carico dei comuni, seguita dall'istituto tecnico, di tre anni, a carico dello Stato; l'istituto tecnico era diviso in sezioni, una delle quali, la sezione fisico-matematica, consentiva l'iscrizione alla facoltà di scienze matematiche, fisiche e naturali.
Per la formazione dei maestri elementari furono istituite le scuole normali (quelle pubbliche erano 18, 9 maschili e 9 femminili) di durata triennale, alle quali si accedeva a 15 anni per le femmine e a 16 per i maschi. Il reclutamento dei maestri elementari, demandato a comuni spesso privi di adeguate risorse finanziarie e destinatari di disposizioni di legge che la stessa non sanzionava, sarebbe risultato uno dei punti deboli in sede di attuazione della legge, tanto che sovente la loro preparazione lasciava a desiderare. Anche per questo motivo, oltre che per una mentalità che le portava a mantenere le distanze dalle altre classi sociali, le famiglie delle classi più agiate disdegnarono la scuola elementare, preferendo istruire privatamente i loro figli come, del resto, la legge consentiva: era la cosiddetta scuola paterna, in cui l'insegnamento era impartito dagli stessi genitori o dal precettore incaricato dalla famiglia; l'allievo doveva poi sostenere un esame di Stato.
Quanto all'università, alle tre facoltà di origine medievale - teologia (soppressa nel 1873), giurisprudenza, medicina - se ne aggiunsero due nuove: lettere e filosofia e scienze fisiche, matematiche e naturali; a quest'ultima venne annessa la scuola di applicazione per la formazione degli ingegneri, della durata di tre anni, alla quale si accedeva dopo aver frequentato il biennio della facoltà.
Tra le materie era prevista la "dottrina religiosa" il cui insegnamento era affidato nelle scuole elementari al maestro sotto il controllo del parroco, nelle scuole secondarie tecniche e classiche ad un direttore spirituale nominato dal vescovo (abolito nel 1877) e nelle scuole normali, dove costituiva materia d'esame, ad un docente titolare di cattedra (norme abolite nel 1880); fu però data alle famiglie la possibilità di chiederne l'esonero.

### Amministrazione scolastica
La legge disegnò un'organizzazione dell'amministrazione scolastica nettamente accentrata, secondo quel principio centralistico e unificatore che pervadeva all'epoca tutta la politica del Regno.
L'intera amministrazione scolastica faceva capo al Ministero della Pubblica istruzione (istituito nel 1847), sebbene al Ministero dell'Agricoltura e Commercio fosse stata demandata la formazione tecnica e al Ministero dell'Interno spettassero alcune competenze in materia. Il Ministro della Pubblica istruzione era affiancato dal Consiglio superiore delle Pubblica istruzione, composto da ventuno membri di nomina regia.
Organi locali erano il rettore per l'università nonché, in ogni capoluogo di provincia, il provveditore agli studi per l'istruzione secondaria e l'ispettore scolastico per l'istruzione elementare. In ogni provincia era inoltre istituito un consiglio provinciale scolastico presieduto dal provveditore agli studi e composto dall'ispettore scolastico, dal preside del liceo, dai direttori del ginnasio e delle scuole e istituti tecnici nonché da membri nominati dalla deputazione provinciale (attuale giunta provinciale) e dal comune capoluogo di provincia.

### Obbligo scolastico
La legge sancì l'obbligatorietà, la gratuità e l'uguaglianza tra maschi e femmine, con filiere separate, per il primo biennio dell'istruzione elementare. Pur minacciando pene a coloro che trasgredivano tale obbligo, non specificò quali fossero, né lo fece il codice penale, con il risultato che le disposizioni sull'obbligo scolastico furono ampiamente disattese in un paese nel quale l'evasione scolastica era molto diffusa, soprattutto nelle regioni meridionali (secondo i dati ISTAT, nel 1861 l'analfabetismo maschile era del 74% e quello femminile dell'84%, con punte del 95% nell'Italia meridionale). Va però tenuto presente che: "la lentezza del processo di alfabetizzazione della popolazione italiana non fu dovuto solo all'attribuzione ai Comuni del compimento di provvedere all'istruzione e al mantenimento delle scuole elementari, ma anche alla struttura del sistema economico e sociale dell'Italia di allora, caratterizzata da una forte prevalenza del settore primario (nel 1861 il 69,7% della popolazione attiva era dedito all'agricoltura), da una rigida stratificazione sociale, da fortissime resistenze di gruppi reazionari, da una domanda di istruzione proveniente dalle famiglie ancora molto limitata, in relazione alle miserevoli condizioni di vita delle classi sociali inferiori".
Per una prima effettiva sanzione dell'obbligo scolastico si dovrà attendere il 1877, con la legge Coppino, che elevò la durata del grado superiore dell'istruzione elementare a tre anni e sancì l'obbligo dai sei ai nove anni di età.